# Angraecum praestans
Angraecum praestans är en orkidéart som beskrevs av Rudolf Schlechter. Angraecum praestans ingår i släktet Angraecum och familjen orkidéer. Inga underarter finns listade i Catalogue of Life.